# سعدية مارسيانو
سعدية مارسيانو (بالعبرية: סעדיה מרציאנו / بالفرنسية: Saadia Marciano / ولد في 1 مايو 1950 - 21 ديسمبر 2007)، ناشط اجتماعي وسياسي إسرائيلي من أصل يهودي مغربي، من مؤسسي حركة الفهود السود الإسرائيلية.

## مسيرته
ولد في مدينة وجدة بالمغرب وهاجر إلى إسرائيل قبل عيد ميلاده الأول، حيث نشأ وترعرع في حي بالقدس. في مطلع السبعينات قاد حركة شعبية لليهود الشرقيين من أبناء الأحياء السكنية الفقيرة خاصة في تل أبيب والقدس، وأطلق عليها اسم «الفهود السود» وجاء الاسم تشبها بحركة شعبية للسود في الولايات المتحدة.
خلال مظاهرة تعرض لكدمة في العين من قبل ضابط شرطة ، مما جعله محطة اهتمام وطني. استمر في نشاطه من أجل المساواة، فنظم مركز إعادة تأهيل مدمني المخدرات.
انضمت الفهود السود إلى معسكر اليسار في إسرائيل قبل انتخابات 1977 ، وكان مارسيانو من الخمس الأوائل على القائمة. وفاز الحزب بمقعدين في الكنيست، ودخل الكنيست في مايو 1980، ولكن في نوفمبر تشرين الثاني ترك الحزب وتحول إلى مستقل ، قبل تشكيل المساواة في إسرائيل - حزب الفهود. بعد أن انضم إليهم الغرابلي مردخاي ، غير الحزب اسمه إلى حزب الوحدة . ومع ذلك، لم يحصل الحزب على عتبة 1٪ المطلوية في انتخابات عام 1981 ، وبذلك فشل مارسيانو في إعادة انتخابه.